# آبي هوارد
آبي هوارد (بالإنجليزية: Abby Howard)‏ هي فنانة قصص مصورة أمريكية، ولدت في 3 أغسطس 1992.